# Chiesa di San Giovanni Teologo (Citno)
San Giovanni Teologo (in Greco: Άγιος Ιωάννης Θεολόγος) è una chiesa cristiano-ortodossa, monumento storico, situata nella cittadina di Citno nelle Cicladi, Grecia.

## Posizione e descrizione
Si trova a Panochori, vicino a Piazza Mazaraki , è un classico esempio di architettura cicladica ed è stato riconosciuto monumento storico. Il tempio è in stile bizantino a croce e pianta monocamerale con cupola, iconostasi scolpita in legno e notevoli dipinti murali e icone postbizantine. Sul lato esterno sud, sopra l'ingresso sud vi è una meridiana incorporata.

## Dati storici
Il complesso fu ristrutturato nel 1846 a cura del Sacerdote e maestro Georgios Aesopides. All'epoca anche la Chiesa di San Giovanni il Teologo era decorata con dipinti di santi. Fu arricchita successivamente con preziosi vasi sacri di arte ecclesiastica russa. Tale donazione fu possibile grazie al Sacerdote Meletios Vaianellis, che a quel tempo risiedeva a Kiev. È possibile ammirare due rare icone, opera del pittore Dimitrios Chalkiotis. Una rappresenta l'Apocalisse di San Giovanni il Teologo, che è in devozione. L'altra icona rappresenta la Vergine Maria con Gesù in braccio, Elisabetta ,Giovanni, Sant'Anna e Maria. Gesù, Maria e Giovanni sono rappresentati in giovane età. Caratteristica principale di questa immagine è rappresentata dal fatto che i santi non siedono su un trono, come comunemente accade, ma sono in movimento. Inoltre, nell'immagine prevalgono colori assai vividi.